# ویلدروس (داکوتای شمالی)
ویلدروس(به انگلیسی: Wildrose) شهری در ایالت داکوتای شمالی کشور ایالات متحده آمریکا است که جمعیت آن در سرشماری سال ۲۰۱۰ میلادی، ۱۱۰ نفر بوده‌است.